# Dôme de Chasseforêt
Le dôme de Chasseforêt, également désigné sous le nom de dômes de la Vanoise, est un sommet du massif de la Vanoise, au sein du parc national de la Vanoise en Savoie. Il culmine à 3 586 m d'altitude et domine les glaciers de la Vanoise.
Le dôme de Chasseforêt est un sommet arrondi sur le vaste plateau glaciaire des glaciers de la Vanoise.
Le 1er septembre 1876, Charles Maingot, Victor, Pierre et André Puissieux partent du village de Termignon et sont les premiers à atteindre le sommet de cette montagne.

## Principales voies d'ascension
Il est possible de monter au sommet à partir de deux refuges :
- le refuge de la Valette à 2 590 mètres ;
- le refuge de l'Arpont à 2 309 mètres.